# (23447) 1987 VG
1987 في جي (ويعرف أيضًا باسم (23447) 1987 في جي وفق تسمية الكوكب الصغير) (بالإنجليزية: 1987 VG)‏ هو كويكب ضمن حزام الكويكبات؛ وترتيبه 23447 من حيث الاكتشاف.
اكتُشف هذا الجُرم الفلكي بواسطة هيروشي كانيدا في 15 نوفمبر 1987.

## وصلات خارجية
- (23447) 1987 VG في قاعدة بيانات مختبر الدفع النفاث لأجرام النظام الشمسي الصغيرة

- الاكتشاف · مخطط المدار ·  العناصر المدارية · المعلمات المادية

- (23447) 1987 VG على موقع ويكي سكاي: DSS2, SDSS, GALEX, IRAS, Hydrogen α, X-Ray, Astrophoto, Sky Map, Articles and images